# Krampus

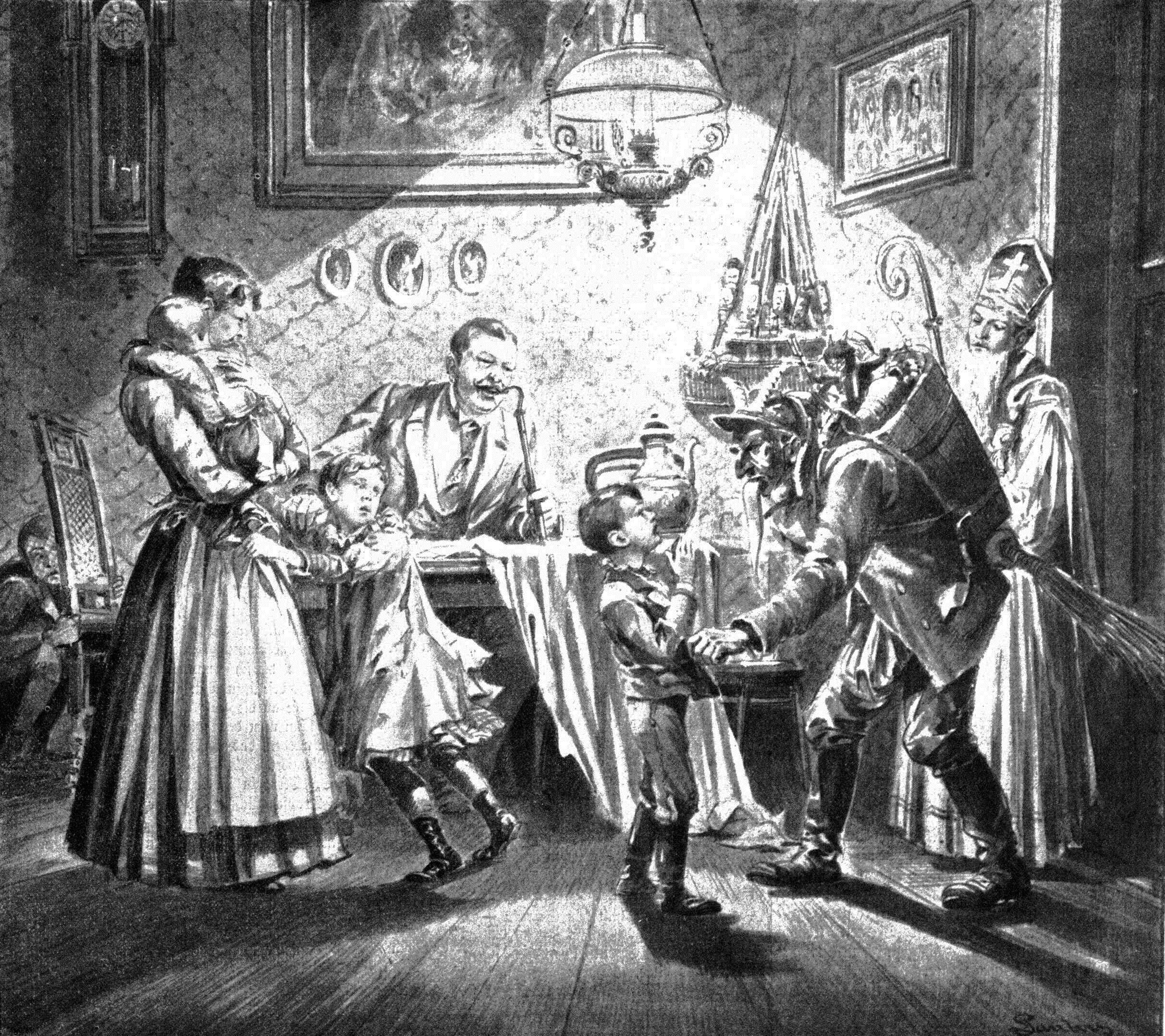
Il·lustració de 1896 d'una publicació austríaca que mostra a Sant Nicolau i Krampus (primer pla subjectant al nen) visitant a una família la nit de Nadal.

Krampus és una criatura del folklore de països alpins. Segons la llegenda, aquesta criatura (demoníaca en aparença) castiga els nens dolents durant la temporada de Nadal, en contrast amb Sant Nicolau, que premia els nens bons amb regals. Es diu que Krampus fica els nens particularment entremaliats al seu sac i se'ls emporta.

## Llegenda
Segons la llegenda, aquest dimoni apareix la nit del 5 i 6 de desembre, recorrent els carrers durant 2 setmanes en el que es coneix com a Krampusnacht (una tradició precristiana), ja sigui sol o al costat de Sant Nicolau, tot fent sonar campanes i cadenes rovellades per espantar amb la seva presència.
La seva aparença és representada per una criatura semblant a l'íncube. El seu rostre diabòlic està adornat amb banyes al front, una llarga llengua vermella i una cabellera negra. Té el cos cobert per un espès pelatge fosc, i les seves potes són similars a les d'un faune. En moltes imatges és il·lustrat amb una cistella a l'esquena, on fica els nens dolents per emportar-se'ls a l'infern i menjar-se'ls.

## Krampus en l'actualitat
Durant l'etapa posterior de la Guerra Civil Austríaca, la tradició del Krampus va ser un objectiu perseguit.
Tradicionalment a Àustria, els homes joves es vesteixen com el Krampus la nit del 5 de desembre (Krampusnacht) i durant les dues primeres setmanes es passegen pels carrers espantant els nens amb cadenes rovellades i esquelles, com ho feia el mateix Krampus.

## Cultura popular

### Televisió
En la sèrie Scooby-Doo! Misteris, S. A. es representa el Krampus com un dimoni que converteix en vells els nens que es comporten malament. També en la sèrie de televisió Grimm, el Krampus es va representar en el capítol "Twelve Days of Krampus" (T3-C08) com un wesen (ésser fantàstic) que segrestava nens que es portessin malament per Nadal, penjant-los en un arbre per devorar-los la nit del 21 de desembre. Aquest wesen entra al seu "woge" (transformació d'humà a monstre) cada mes de desembre, des del dia 1 fins al 21, dia del solstici d'hivern, quan tornaria a la seva forma humana sense recordar tot el que havia fet. A més en la sèrie Supernatural, en el capítol "A Very Supernatural Christmas" de la tercera temporada, van mostrar a 2 krampus que raptaven els adults la vigília de Nadal, feien un ritual i se'ls menjaven per tenir bon clima. A la sèrie American Dad! hi ha un episodi dedicat al Krampus, en el qual s'explica per què el dimoni ja no actua actualment, havent estat aquest capturat pel pare de Stan Smith i després alliberat per aquest per intentar educar el seu fill per Nadal.

### Cinema
L'11 de desembre de 2015 Michael Dougherty va estrenar la seva pel·lícula Krampus.

### Videojocs
Criatures inspirades en la llegenda de Krampus apareixen en els jocs The Binding of Isaac, Terraria i Don't Starve.

## Galeria

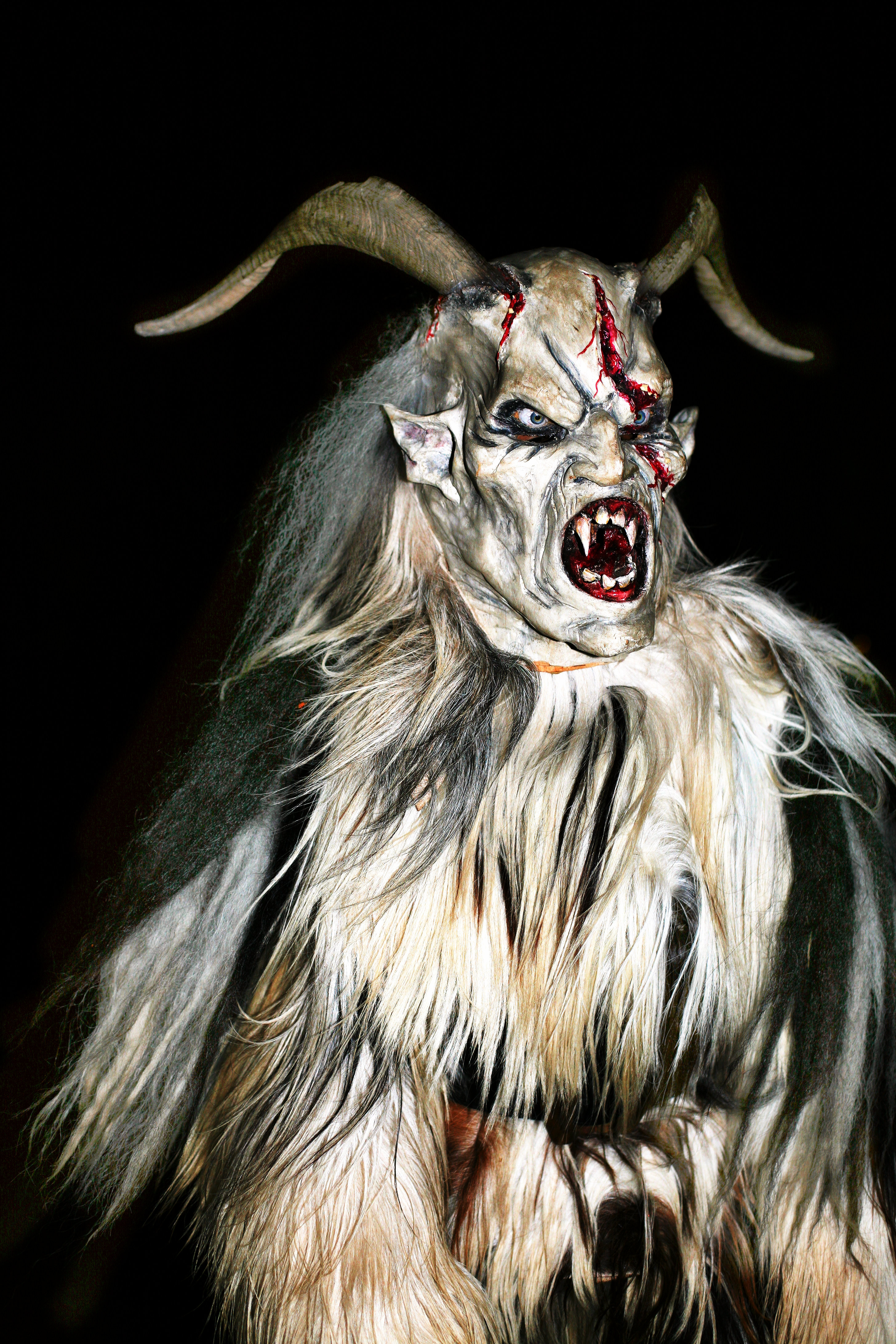
Krampus
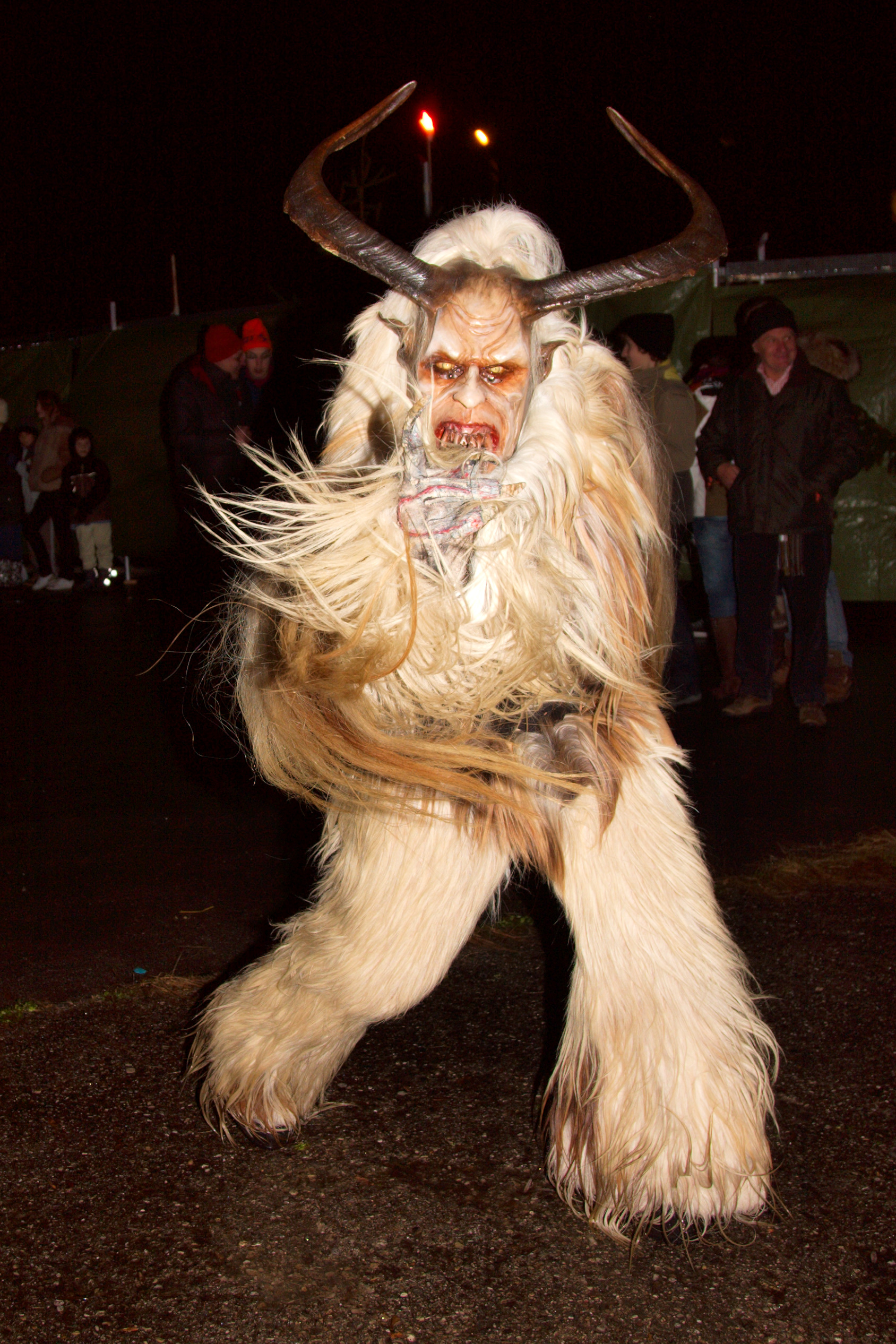
Krampus en Morzger Pass (Salzburg, Àustria)
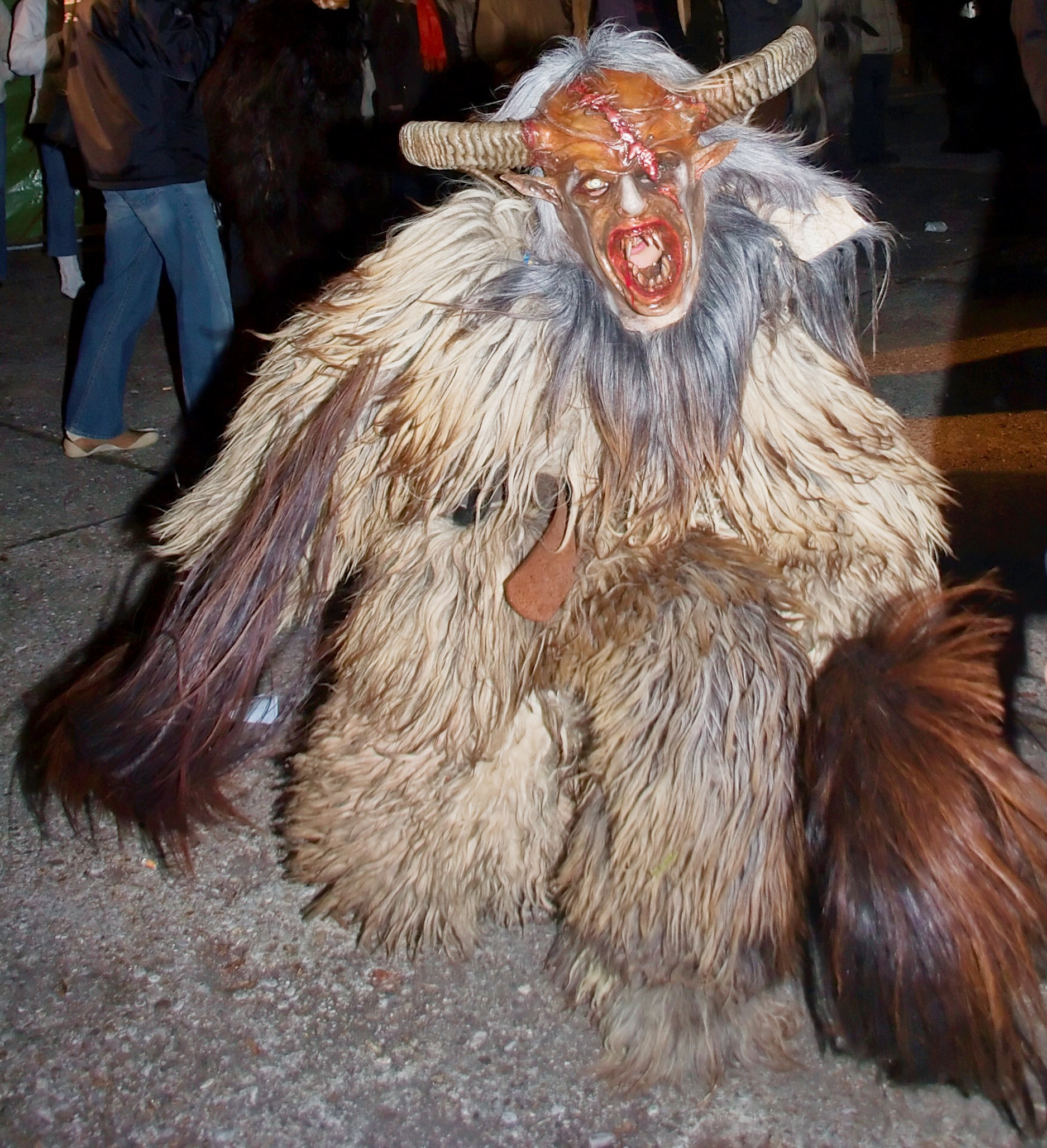
El Krampus ha tingut un ressorgiment que va en ràpid ascens.